# 3-chloorbenzoëzuur
3-Chloorbenzoëzuur is een organische verbinding met de brutoformule {\displaystyle {\ce {C7H5ClO2}}}. Het is een witte, vaste stof die oplosbaar is in een aantal organische oplosmiddelen en in waterige base.

## Synthese
3-Chloorbenzoëzuur kan bereid worden via de oxidatie van 3-chloortolueen.

## Voorkomen
De stof is een metabolisch bijproduct van bupropion, een anti-depressivum.
|           | {\displaystyle {\ce {\ \ ->\ \ ->\ \ }}} |                    |
| Bupropion | enzymatische reacties                    | 3-Chloorbenzoëzuur |